# Hrochov

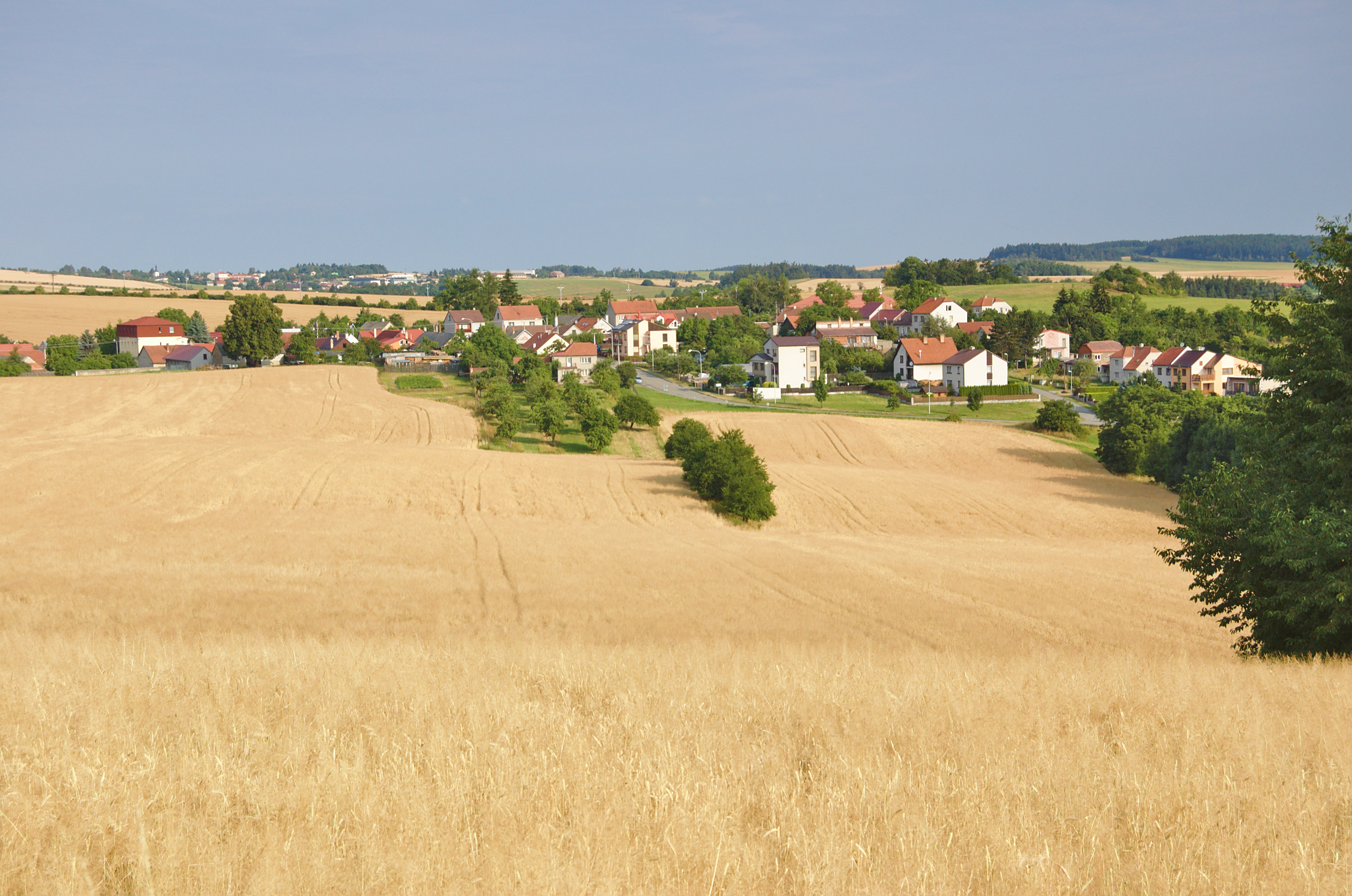
Ortsansicht von Osten

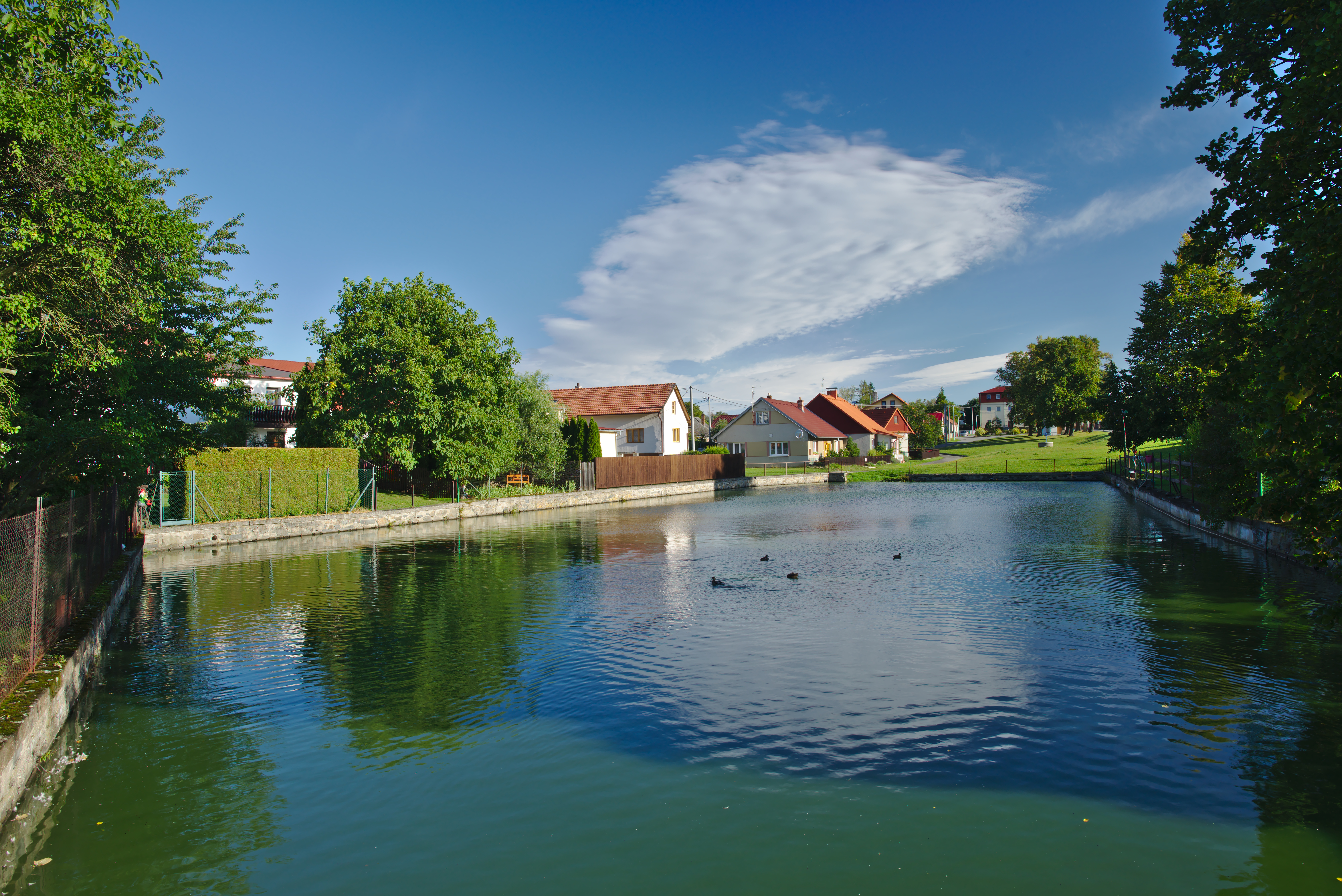
Teich „Zlatá louže“

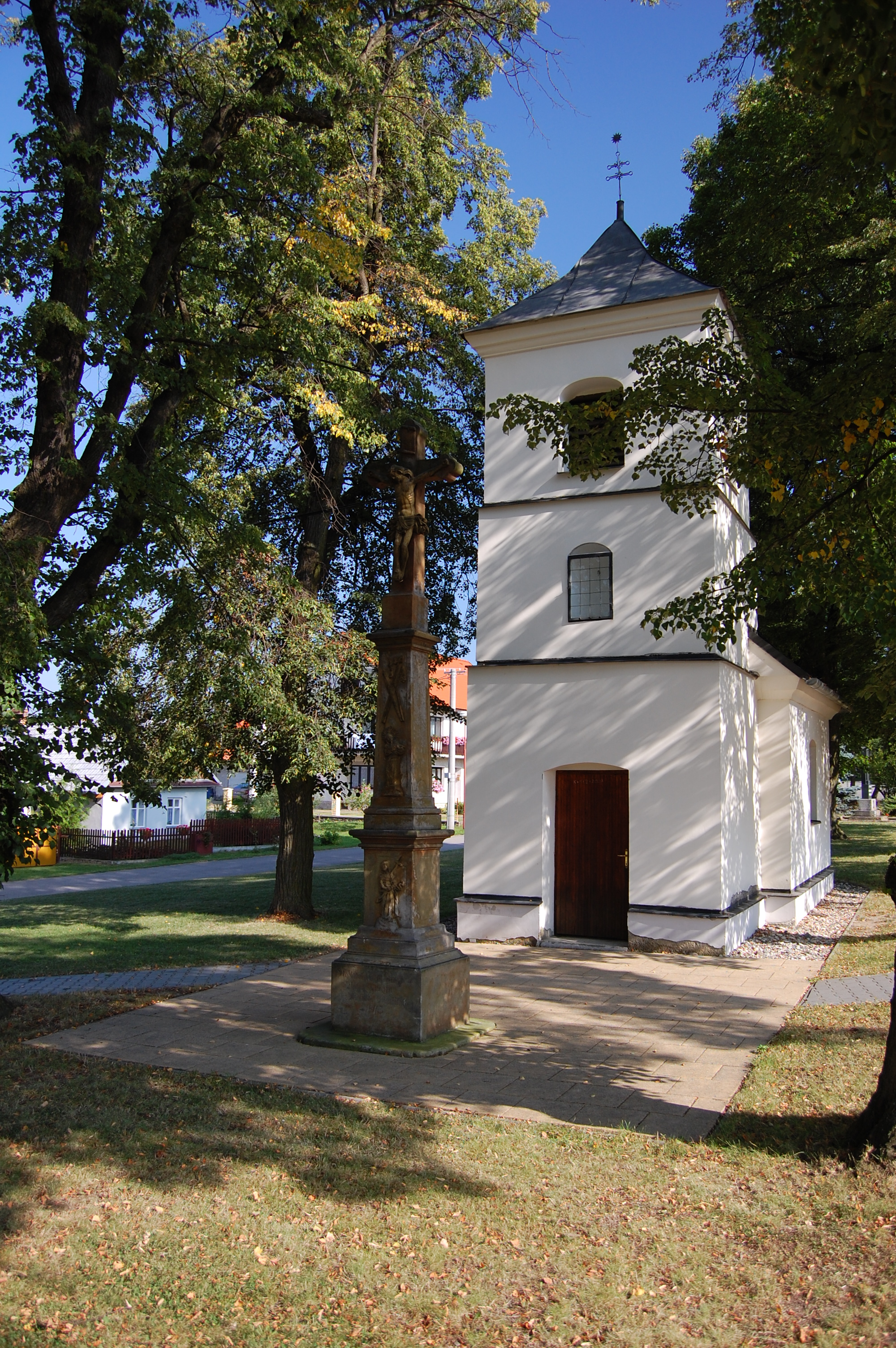
Kapelle des hl. Laurentius

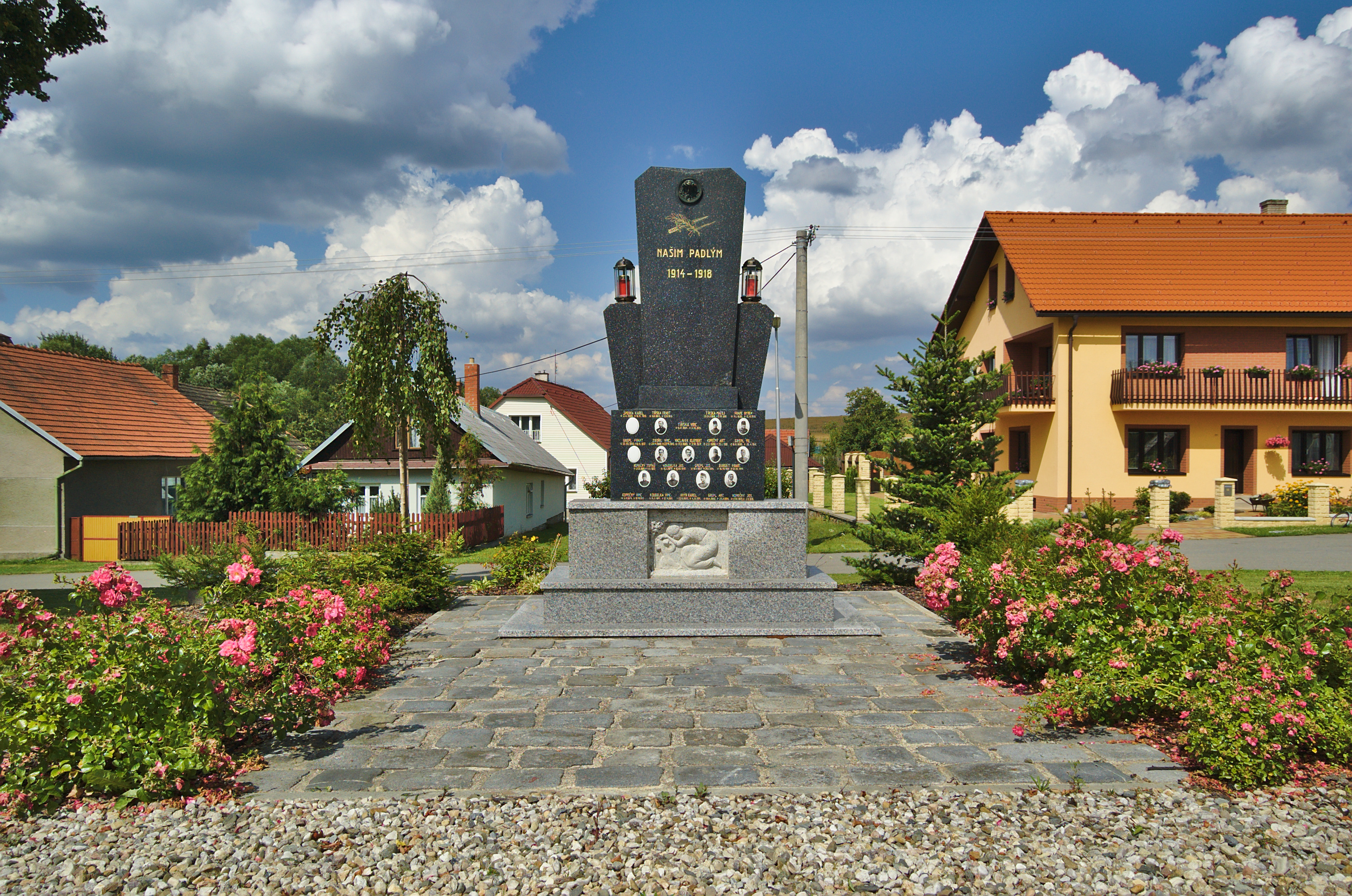
Denkmal für die Opfer des Ersten Weltkrieges

Hrochov (deutsch Hrochow, 1939–45 Rochau) ist ein Ortsteil der Gemeinde Lipová in Tschechien. Er liegt sieben Kilometer südlich von Konice und gehört zum Okres Prostějov.

## Geographie
Das Breitangerdorf Hrochov befindet sich zwischen den Tälern der Bäche Brodecký potok und Okluka auf einer Hochfläche im Drahaner Bergland. Im südlichen Teil des Dorfes liegt der Teich „Zlatá louže“; in ihm entspringt ein namenloser Zufluss zur Okluka. Nördlich erhebt sich die Chochola (597 m n.m.), im Südosten der Čeharlí bzw. Vavrova skalka (Czerhaly, 603 m. n.m.) sowie westlich der Vrabčák (Lindnersberg, 638 m. n.m.).
Nachbarorte sind Labutice, Žleb und Jednov im Norden, Klárky, Suchdol und Stražisko im Nordosten, Ptenský Dvorek im Osten, Ptení, Nové Ptení und Pohodlí im Südosten, Seč und Lipová im Süden, Kořenec, Žleb und Horní Štěpánov im Westen sowie Brodek u Konice und Dešná im Nordwesten.

## Geschichte
Hrochov wurde wahrscheinlich zu Beginn des 17. Jahrhunderts auf einem Schlag in der damals noch gänzlich bewaldeten Hochfläche durch den Besitzer des Gutes Suchdol, Jakob Hroch Jalůvek von Melovic gegründet, der Suchdol 1596 erworben hatte. Seine Tochter Salomena, verheiratete Šmerhovská von Lidkovic verkaufte das Gut Suchdol 1635 an Anton Miniati von Campoli, der es mit seinem Gut Ptin verband. Bei diesem Kauf fand Hrochov jedoch keine Erwähnung.
Die erste urkundliche Erwähnung von Hrochov erfolgte im Jahre 1680 als Besitz des Wenzel Bernard Bartodějský von Bartoděj. Auch zu dieser Zeit bestand Hrochov lediglich aus 13 Chaluppen; eine dörfliche Struktur bildete sich erst im 18. Jahrhundert heraus. Nachfolgende Grundherren waren Ignaz Bartodějský von Bartoděj, ab 1683 Johann Baptist Miniati von Campoli und ab 1746 Maximiliana Gräfin von Oudaille. Letztere veräußerte das Gut Ptin mit Sugdol 1757 an das Olmützer Klarissenstift St. Klara. Nach der Aufhebung des Klarissenstiftes im Jahre 1782 fiel das Gut Ptin dem Religionsfonds zu. Die k.k. Staatsgüterveräußerungskommission verkaufte das Gut Ptin mit Sugdol am 1. August 1825 meistbietend an Philipp Ludwig Graf Saint-Genois d’Aneaucourt (1790–1857).
Im Jahre 1835 bestand das im Olmützer Kreis an der von Proßnitz nach Lettowitz führenden Handelsstraße gelegene Dorf Hrochow aus 46 Häusern mit 369 mährischsprachigen Einwohnern. Erwerbsquellen bildeten die wegen der Höhenlage wenig ertragreiche Landwirtschaft und die Leinweberei. Im Ort gab es ein Wirtshaus. Pfarr- und Schulort war Ainsersdorf; der Amtsort war Alt Ptin. Bis zur Mitte des 19. Jahrhunderts blieb Hrochow der Allodialherrschaft Ptin untertänig.
Nach der Aufhebung der Patrimonialherrschaften bildete Hrochov / Hrochow ab 1849 eine Gemeinde im Gerichtsbezirk Konitz. Ab 1869 gehörte Hrochov zum Bezirk Littau; zu dieser Zeit hatte das Dorf 427 Einwohner und bestand aus 52 Häusern. In der zweiten Hälfte des 19. Jahrhunderts wuchs das Dorf stark an. Der überwiegende Teil der Bewohner arbeitete als Heimweber, größere Bauern mit Pferdegespannen gab es nur wenige. Die Gemeinde war eine der ärmsten des Drahaner Berglandes. Moritz Graf Saint-Genois d’Aneaucourt, der die Grundherrschaft Ptin 1857 von seinem Vater geerbt hatte, verkaufte sie 1878 an Fürst Johann II. von Liechtenstein. Die Freiwillige Feuerwehr wurde 1894 gegründet und die gleichen Jahr die „Zlatá louže“ als Löschwasserreservoir angelegt. 1895 erhielt Hrochov eine eigene Schule. Im Jahre 1900 hatte Hrochov 574 Einwohner, 1910 waren es 594. Nach dem Ersten Weltkrieg zerfiel der Vielvölkerstaat Österreich-Ungarn, das Dorf wurde 1918 Teil der neu gebildeten Tschechoslowakischen Republik. Beim Zensus von 1921 lebten in den 90 Häusern von Hrochov 593 Tschechen. In der Zwischenkriegszeit war ein großer Teil der Bewohner als Heimschneider für die Proßnitzer Bekleidungsindustrie tätig. Die Straße nach Jednov wurde 1924 gebaut. 1930 bestand Hrochov aus 93 Häusern und hatte 599 Einwohner. Die Elektrifizierung des Dorfes erfolgte 1937. Nach dem Münchner Abkommen verblieb die Gemeinde 1938 bei der Tschechoslowakei; nordwestlich verlief die Grenze zum Deutschen Reich. Von 1939 bis 1945 gehörte Hrochov / Rochau zum Protektorat Böhmen und Mähren. 1942 wurde der Lehrer Josef Bursa wegen „Führerbeleidigung“ verhaftet, er verstarb nach zehnmonatiger Haft im KZ Mauthausen. 1950 lebten 421 Menschen in Hrochov. Im Zuge der Gebietsreform von 1960 wurde der Okres Litovel aufgehoben und Hrochov dem Okres Prostějov zugeordnet. 1961 erfolgte die Eingemeindung nach Lipová. 1967 eröffnete in Hrochov ein Kino mit 170 Plätzen, heute befindet sich darin das Wirtshaus „V kině“. 1973 wurde die Schule geschlossen und die Kinder nach Lipová umgeschult. Beim Zensus von 2001 lebten in den 99 Häusern von Hrochov 217 Personen.

## Ortsgliederung
Der Ortsteil Hrochov  bildet einen Katastralbezirk.

## Sehenswürdigkeiten
- Kapelle des hl. Laurentius, auf dem Dorfanger, erbaut um 1843
- Denkmal für die Opfer des Ersten Weltkrieges
- Mehrere Flurkreuze
- Hrochovská kostelní cesta (Hrochower Kirchsteig), der unmarkierte Wald- und Feldweg führt zur Wallfahrtskirche Mariä Himmelfahrt in Jednov und wird von Heiligenbildchen gesäumt.

## Söhne und Töchter des Ortes
- Miroslav Grepl (* 1929), Sprachwissenschaftler